# El-hockey
El-hockey er en holdsport i hockeyfamilien for personer med et fysisk handicap, som eksempelvis muskelsvind eller spastisk lammelse. Der spilles i specielt fremstillede el-hockey-stole med fastmonteret hockeystav på fronten og 3 spillere fra hvert hold på banen af gangen. Banen måler 14x20 meter med mindre bander.
Sporten organiseres i Danmark af Idrætsudvalget for el-hockey som også organiserer den beslægtede sport EWH / Power Hockey. I danmark findes der 5 el-hockey klubber med 14 udøvende hold under forbundsmesterskabet. Sporten spilles primært i Danmark, Norge,Sverige, Canada, Tyskland og USA.

## Spillet
El-hockey er en holdsport, der henvender sig til fysisk handicappede børn og unge.
Sporten foregår i nogle små, specialbyggede, elektriske kørestole (de såkaldte sportsstole) og der stilles store krav til den enkelte spillers færdigheder hvad angår boldkontrol, overblik, reaktionsevne og spilforståelse i et højt tempo.

Spillet foregår på en bane omkranset af bander og er 14 meter i bredden og 20 meter i længden. Hvert hold har 3 spillere på banen af gangen, hvoraf den ene som regel er målmand med mindre denne spiller udgøre den en tredje markspiller i stedet. Der er altså 4-6 markspillere på banen af gangen hvilket medfører mange en-mod-en-dueller og gør spillet actionpræget og intenst. På grund af de få spillere kan en enkelt god screening skabe en helt åben målchance, så de spillere der ikke lige er i nærheden af bolden, kæmper ofte en hård kamp for at skabe plads til deres medspillere. Derfor er der også altid 2 dommere i en kamp.

### Stole
Sportsstolen blev i sin tid opfundet af nu afdøde Mogens Holm Rasmussen, der i 1994 modtog en design-pris for opfindelsen. Stolene koster ca. 60.000 kroner og tilpasses den enkelte spillers behov.
Stolene kan køre 14 kilometer i timen og den vigtigste del af stolen, i relation til bolden, er det kryds af plast der er monteret forrest på stolen kaldet staven. Det er den man bruger til at kontrollere bolden med - og ved afleveringer og afslutninger er den et helt uundværligt redskab. Da staven er fastmonteret i modsætning til en floorball-stav, er det stolens bevægelser der giver bolden fart og retning. Stolen styres via et joystick. 

### Sportens udbredelse
El-hockey opstod i 1990'erne i Skandinavien, da Danmarks kronprins gennem en donation til Dansk Handicap Idræts-Forbund støttede udviklingen af sporten. Sporten blev hurtigt populær i Danmark, Norge og Sverige og er siden vokset internationalt.
I 2016 blev el-hockey introduceret i Canada gennem Variety – The Children's Charity i Ontario. Med støtte fra Toronto Maple Leafs og andre velgørende organisationer bredte sporten sig til flere canadiske byer, herunder Alberta, Calgary og Edmonton.
I 2021 kom el-hockey til USA, hvor Boston Self Help Center indkøbte de første specialbyggede stole og etablerede holdet Boston Whiplash efter en succesfuld demonstration af sporten.

### Internationale turneringer
I september 2022 blev den første Volt Hockey World Cup afholdt i Gävle, Sverige, hvor 22 hold fra Sverige, Norge, Danmark, Tyskland, Canada og USA deltog. I maj 2023 blev den første Nordamerikanske Volt Hockey-turnering afholdt i Toronto, Canada, med deltagelse af både canadiske og amerikanske hold.
El-hockey er fortsat i udvikling og forventes at vokse både i Europa og Nordamerika.

## Organisering
For tiden er der 5 el-hockey-klubber i Danmark, og den igangværende forbundsmesterskabsturnering består af 1. division og 2. division. Der er medaljer til de 3 bedste hold i hver division. Alt vedrørende el-hockey i Danmark administreres af Idrætsudvalget for el-hockey, der vælges på årsmødet, som i 2024 blev afviklet d. 5. maj i Gårslev. 
Udvalget består af 7 medlemmer, hvoraf de 1 er spillerrepræsentanter. 

### Danske klubber i 2025
- Aabenraa Danfoss
- Aarhus Rolling Tigers
- Gørding
- Orient Red Bulls
- Gårslev Hot Wheels

### Svenske klubber
- FIFH Malmö
- Gute Flames
- IFAH Stockholm
- Tuna Tanks
- 3V Göteborg

### Norske klubber
- Bærums Verk Innebandy
- Bodø Innebandyklubb
- Hamar Embla Innebandyklubb
- Levanger HSL
- Lillestrøm
- Nes Innebandyklubb
- Nyborg IL
- Sandefjord og omegn el-innebandy klubb
- Sola Innebandyklubb

### Tyskland
- Flensburg Lions

### USA
- Boston Whiplash
- Rolling Warriors

### Canada
- Alberta
- Manitoba
- Toronto
- London
- Niagara
- Thunder Bay
- Barrie
- Brampton

## Ekstern henvisning
- http://www.el-hockey.dk Arkiveret 6. oktober 2016 hos  Wayback Machine

| Sport | Spire Denne artikel om sport er en spire som bør udbygges. Du er velkommen til at hjælpe Wikipedia ved at udvide den. |